# Micronation
Ne doit pas être confondu avec Micro-État.

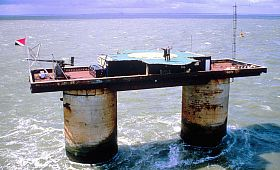
Sealand, l'une des plus célèbres micronations.

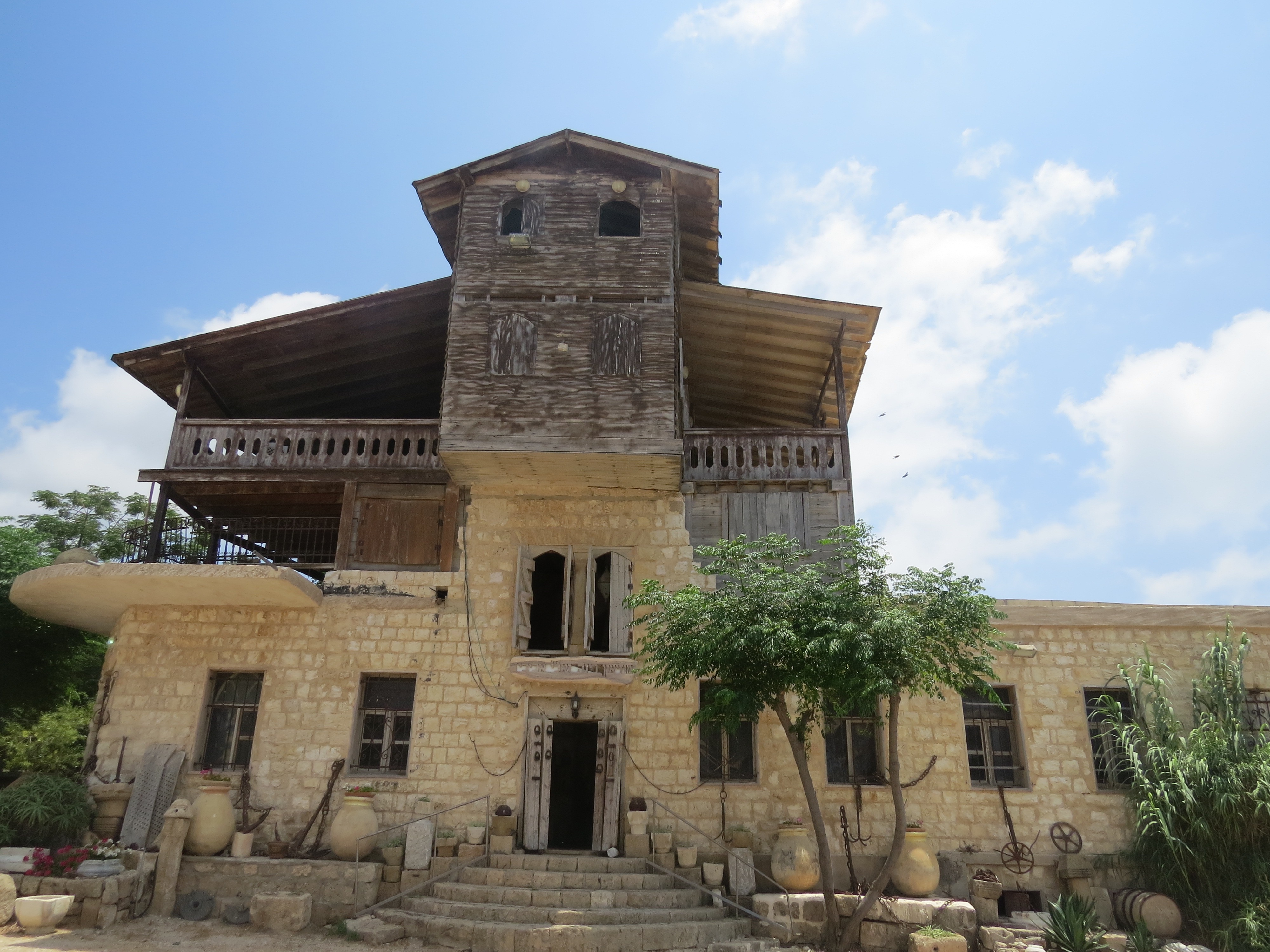
Akhzivland en Israël.

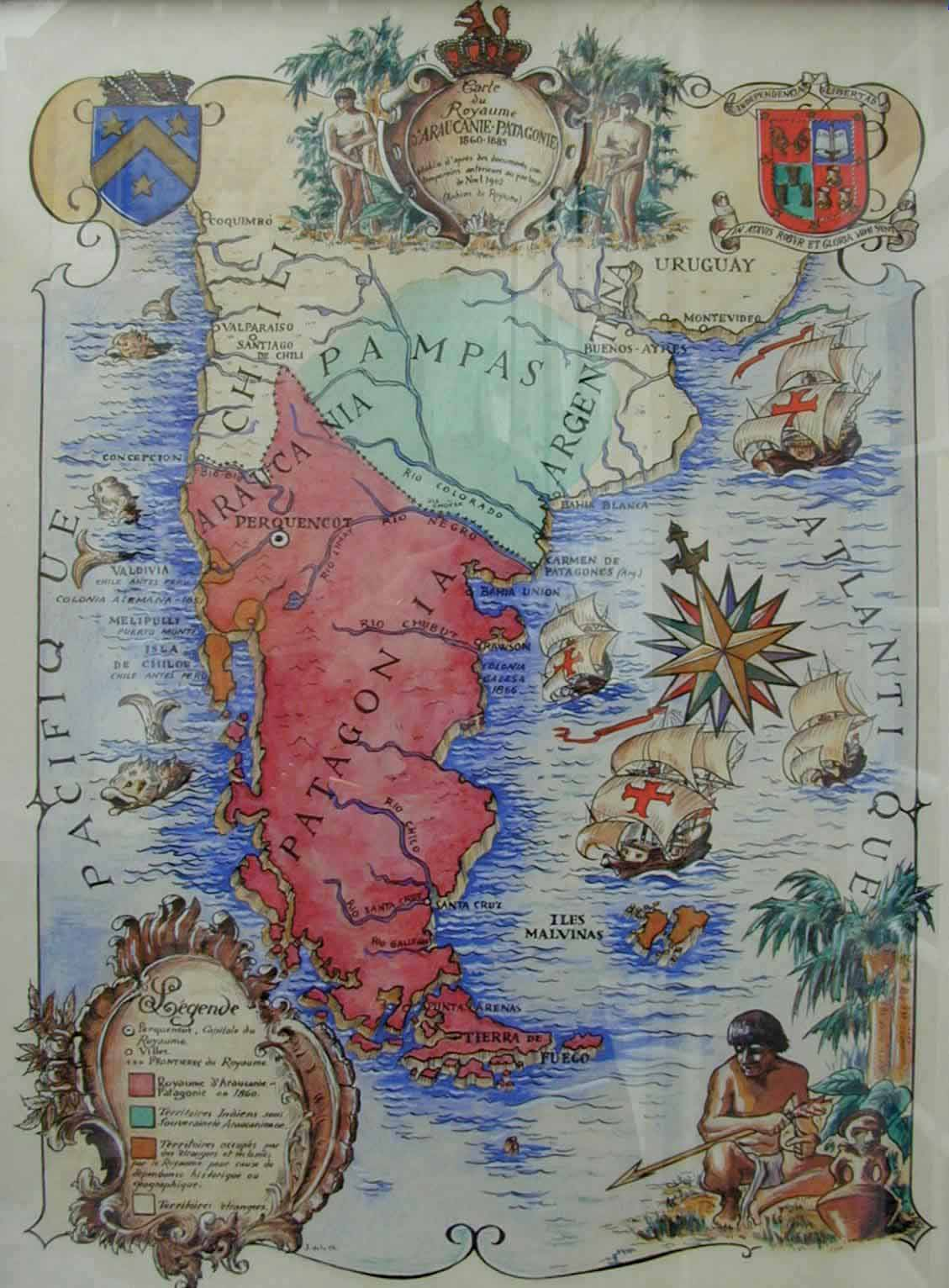
Carte du royaume d'Araucanie et de Patagonie, la plus ancienne micronation encore active (1860).

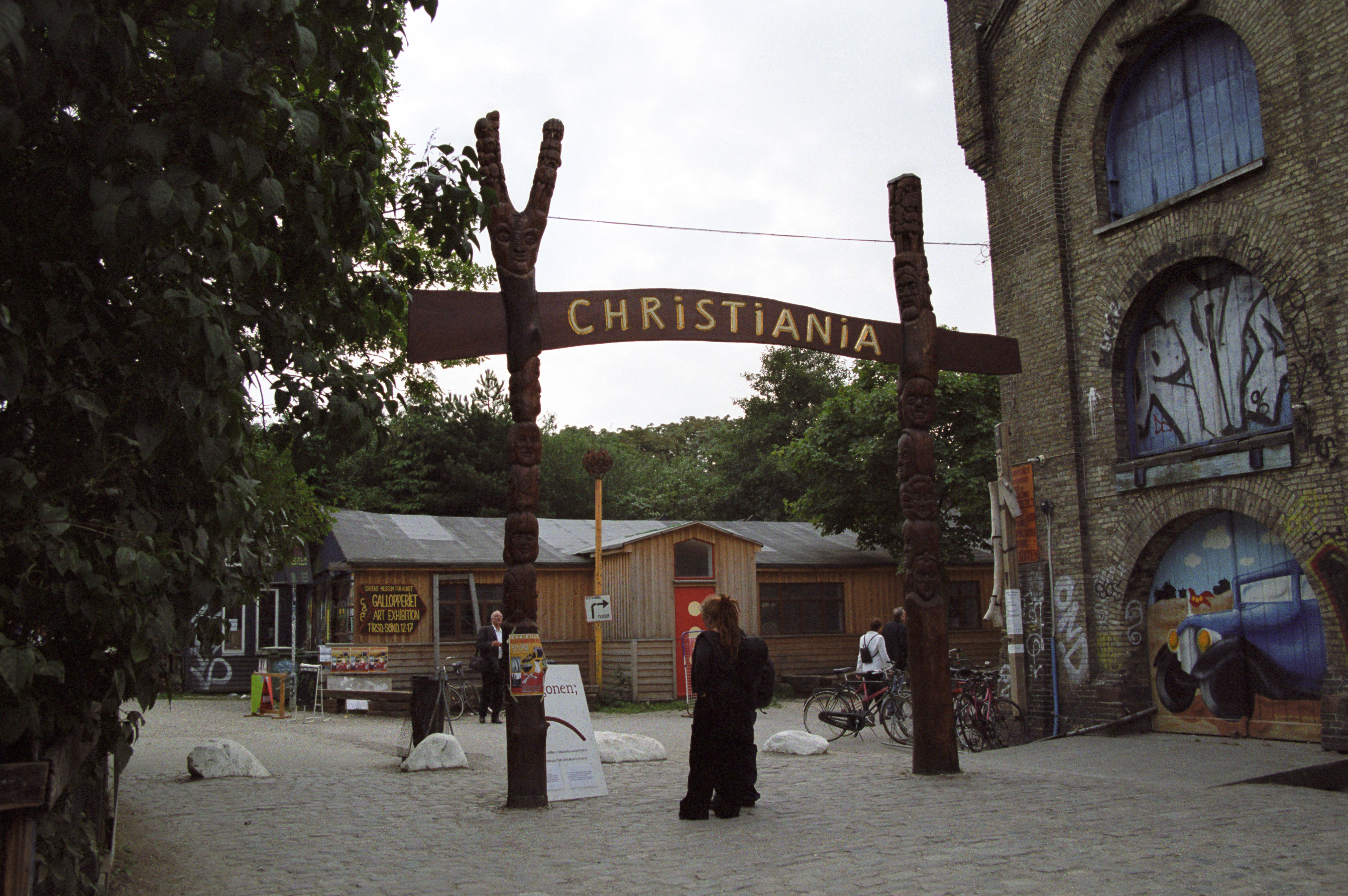
L'entrée de Christiania, l'ancienne micronation-quartier de Copenhague.

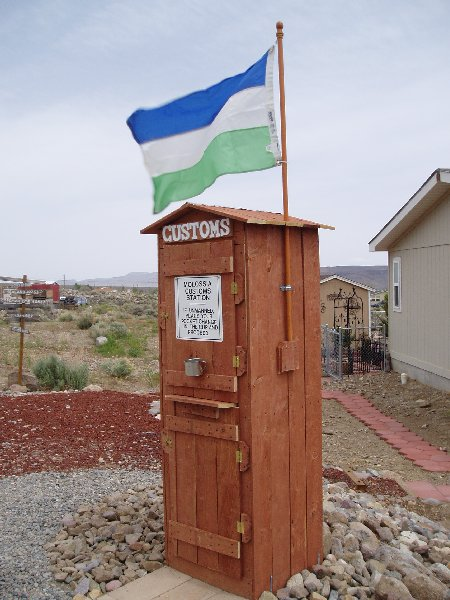
Le poste frontière de Molossia.

Une micronation (terme transcrit de l'anglais, parfois orthographié micro-nation) ou cryptarchie, est une entité territoriale ou extraterritoriale créée par un petit groupe de personnes et qui prétend au statut de nation indépendante ou qui en présente des caractéristiques, mais n'est en aucune façon reconnue comme telle par les nations existantes ou par les organismes transnationaux. Le terme « micronation », apparu dans les années 1990, a probablement été inventé par Robert Ben Madison, créateur de Talossa. Le concept est considéré comme une utopie caractéristique de la Silicon Valley et de l'idéologie californienne.

## Caractéristiques
Certaines micro-nations ont de véritables prétentions à l'indépendance (le Liberland enclavé entre la Serbie et la Croatie, le Sealand au large du Royaume-Uni, par exemple), alors que d'autres sont fantaisistes ou folkloriques (la république du Saugeais ou l'empire de la Basse Chesnaie en France par exemple). Ces « États-fantômes » peuvent aussi se revendiquer d'idéologies variées, ou simplement du droit au canular.
Elles ne doivent pas être confondues avec :
- tout État de petite taille, ou micro-État pleinement reconnu, comme Nauru, Saint-Marin, Andorre, Monaco, le Liechtenstein ou le Vatican, et autre micro-État actuel ou disparu, enclave ou exclave ;
- tout territoire autonome réclamant son indépendance ou sa souveraineté mais non encore reconnu par l'O.N.U.[3], membre ou non de l'Organisation des nations et des peuples non représentés (UNPO) ;
- tout pays de fiction ou de légende ;
- et à quelques exceptions, toute communauté anarchiste ou intentionnelle (socialisme utopique, ville-libre, ville-jardin, etc.).

Généralement de petite taille (géographiquement et démographiquement), les micro-nations se caractérisent le plus souvent par une volonté de reconnaissance de leur souveraineté, par l'émission de passeports, de timbres, de monnaie et de titres de noblesse. Elles disposent parfois d'un ou plusieurs bâtiments sur un espace donné. Pour la plupart, faute de reconnaissance extérieure, elles n'existent que sur papier ou sur internet. Elles sont la plupart du temps soit le fruit d'une réflexion sur la politique, l'économie, la diplomatie (et sont dans ce cas-là des jeux ou des créations personnelles), soit des assises pour des activités illicites.

### Principales définitions
Les définitions ne s'accordent pas sur tous les points. 
- Lors de la création de Talossa et du terme, Robert Ben Madison le définissait ainsi :
  - « Petites entités organisées comme États-nations non reconnus »[4].

- Pour Fabrice O’Driscoll (Micropatrologie, Micro-États et Micro-Nations, Institut Français de Micropatrologie) :
  - « Le micro-État non reconnu est, a contrario, le micro-État qui, tout en possédant l’ensemble des caractéristiques du micro-État reconnu, n’a pas (encore) obtenu le même statut officialisant sa position. […] La micro-nation sera une très petite nation, c’est-à-dire une collectivité humaine organisée, soumise le plus souvent à un gouvernement et à des lois communes mais hors d’un espace donné. La micro-nation n’évolue pas sur un territoire délimité et certaines d’entre elles récusent d’ailleurs toute revendication territoriale »[5].

- D'après Peter R. Rasmussen, historien (université de Copenhague) et ancien prince de la défunte micronation Corvinia :
  - « Une micronation est une entité créée et perpétuée comme s’il s’agissait d’une nation et/ou d’un État, et qui présente généralement certains ou tous les attributs de l’État, et de fait certains des attributs de l’État. Bien qu’une micronation puisse naître comme simple plaisanterie, elle a le potentiel […] de devenir une véritable nation, et potentiellement de parvenir au statut d’État »[6].

- Pour Oscar de Karnia et Ruthenia, leader de la micronation du même nom, dans son Étude sur le Micronationalisme :
  - « Petites entités organisées comme États-nations non reconnus [...] Les micronations sont des entités qui visent, à une échelle variable, à remplacer, apparaître, se moquer ou coexister avec des États reconnus et indépendants en vertu du droit international. En commun, les projets micronationaux peuvent établir l'organisation susmentionnée sous la forme d'un État-nation, mais exprimer des plaintes territoriales, ils peuvent développer des symboles et rendre compte des citoyens, et ce dernier aspect varie naturellement en termes d'acquisition et d'expérience sociopolitique au sein du projet micronational. Un critère commun pour distinguer les micronations des pays, tribus, clans et autres entités imaginaires est la recherche de la reconnaissance de leur souveraineté. Il s'avère que cette définition est, par excellence, très superficielle. Or, si une micronation cherche à être un moyen d'activisme artistique, par exemple, le parti pris politique de « l’indépendance » est plus un acte artistique qu'un acte basé sur le droit international. Si un projet micronational envisage la satire, mais est organisé en tant qu'État-nation et le retient dans les termes fondamentaux de la Convention de Montevideo, pourrait-il alors être reconnu ? »[4].

Pour Frédéric Lasserre, on pourrait synthétiser les États, États non reconnus et micronations sous la forme suivante :
| Forme                                | Aspire à la sécession | Territoire défini | Reconnus      | Très petite population | Petit territoire | Virtuel |
| ------------------------------------ | --------------------- | ----------------- | ------------- | ---------------------- | ---------------- | ------- |
| État réel                            |                       | Oui               | Oui           |                        |                  |         |
| Micro-État                           |                       | Oui               | Oui           | Parfois                | Parfois          |         |
| État réel en quête de reconnaissance | Oui                   | Oui               | Plus ou moins |                        |                  |         |
| Mouvement sécessionniste             | Oui                   | Oui               | Non           | Parfois                |                  |         |
| Micronation / État privé             | Parfois               | Souvent           | Non           | Oui                    | Souvent          | Parfois |

- Pour Nick Middleton, géographe, écrivain et enseignant à l'Oxford University, la définition est encore plus large:
  - « Tous les «non-pays» (micronations) n'ont pas réussi à obtenir un siège à l’Assemblée générale des Nations Unies et aucun n'a une large reconnaissance internationale en tant qu’État souverain. Tous ces «non-pays» ont au moins les signes extérieurs de la "conscience nationale", y compris un drapeau, une forme de gouvernement et une revendication de territoire, ainsi qu'un objectif établi »[8].

- Pour Lars Erik Bryld, également historien et ancien citoyen de Corvinia, apporte la définition la plus simple et cohérente :
  - Un État signifie l'acquisition et le contrôle total d'un territoire et l'acceptation de cette souveraineté par la société internationale.
  - Une Nation est un groupe de personnes qui se choisit une identité commune en tant que peuple et la volonté d'être identifié comme tel.
  - L'exercice politique est la tentative de créer une simulation plausible et cohérente d'un mécanisme gouvernemental. Bien que le but ultime puisse être récréatif, l'accent est mis sur le réalisme.
  - Une Communauté est un groupe d'individus partageant les mêmes idées, mais qui ne possède pas les attributs d'une nation tels que définis ci-dessus[9].

Il ajoute aussi qu'une micronation serait « un groupe de personnes qui se choisit une identité commune en tant que peuple et la volonté d'être identifié comme tel » en « tentant de créer une simulation plausible et cohérente d'un mécanisme gouvernemental ».
- Une micronation serait donc « un groupe de personnes qui se choisit une identité commune en tant que peuple et la volonté d'être identifié comme tel » en « tentant de créer une simulation plausible et cohérente d'un mécanisme gouvernemental ».
- La notion de territoire physique n'est pas essentielle, celui-ci peut être virtuel ou spirituel, et ce n'est vraiment que l'acceptation de sa souveraineté par la société internationale qui pourrait faire passer une micronation au statut d'État (par exemple, l'Ordre souverain de Malte, qui n'a aucun territoire physique, est pourtant reconnu comme nation souveraine depuis des siècles. Le Global Country of World Peace, de son côté, aspire au même statut à terme).

Un autre point important qui revient chez tous les spécialistes est le choix communautaire. Ainsi, un coup d'état, ou une opération violente, ne peut pas être à l'origine d'une micronation (par exemple, l'État islamique, que ce soit d'un point de vue spirituel ou territorial, n'a jamais été et ne sera jamais une micronation).
Les symboles, citoyenneté et passeports, drapeaux, distinctions, monnaie, timbres sont à la fois une preuve d'existence que se donnent les micronations, mais aussi leur moyen de subsistance.
Ces définitions ne sont pas parfaites et nombre de micronations pourraient être classées soit comme mouvement sécessionniste (Colonia St John, RuSA), état en quête de reconnaissance (Liberland) et quasi micro-état (Sealand). D'autres sortent complètement des définitions comme Asgardia qui a dépassé le million de citoyens et a un budget supérieur à certains états réels ou la Nation Washitaw qui participe à des réunions de l'ONU en tant que peuple autochtone. L'arrivée d'internet et des micronations virtuelles rend aussi caduques certaines de ces définitions. Un état fictif peut désormais être considéré comme une micronation (Talossa, Westarctica ou Flandrensis pour les plus importantes.

## Histoire

### Précurseurs
Le phénomène des micronations trouve son origine au cours du XXe siècle.
Martin Coles Harman, propriétaire de l'île britannique de Lundy, sur la côte sud-ouest de l'Angleterre, dans les premières décennies du XXe siècle, se déclare roi et émet des timbres privés et des timbres-poste pour usage local. Bien que l'île ait été gouvernée comme un fief virtuel, son propriétaire n'a jamais prétendu être indépendant du Royaume-Uni, de sorte que Lundy peut au mieux être décrit comme un précurseur des micronations territoriales ultérieures.
La principauté de Baldonie extérieure, correspondant à une île rocheuse de 16 acres (65 000 m2) au large des côtes de la Nouvelle-Écosse (Canada), est fondée en 1945 par Russell Arundel (1903-1978), dirigeant de Pepsi Cola Company (devenue PepsiCo), avec une population de 69 pêcheurs. Elle est revendue en 1973 pour un dollar canadien à la Nova Scotia Bird Society (Société protectrice des oiseaux de Nouvelle-Écosse) afin de devenir un sanctuaire pour les oiseaux, toujours propriétaire à ce jour.

### Histoire de 1960 à 1980
Les années 1960 et 1970 voient la fondation d'un certain nombre de micronations territoriales. La première d'entre elles, Sealand, a été créé en 1967 sur une plateforme de tir de la Seconde Guerre mondiale abandonnée dans la mer du Nord au large de la côte est de l'Angleterre, et a survécu jusqu'à nos jours. D'autres ont été fondées sur des principes libertaires et impliquaient notamment des projets de construction d'îles artificielles, mais seulement trois d'entre elles ont connu un succès, même limité, dans la réalisation de cet objectif.
La république de l'Île de la Rose est une plate-forme de 400 m2 construite en 1968 dans les eaux nationales italiennes de la mer Adriatique, à 11 km de la ville italienne de Rimini. La micronation est connue pour avoir émis des timbres et déclaré l'espéranto comme langue officielle, mais peu de temps après son achèvement la plate-forme est saisie et détruite par la marine italienne pour ne pas avoir payé les taxes d'État.
À la fin des années 1960, Leicester Hemingway, frère de l'auteur Ernest, participe à un autre projet : la construction d'une petite plate-forme de bois dans les eaux internationales au large de la côte ouest de la Jamaïque. Ce territoire, composé d'une péniche de 2,4 m par 9, s'appelle « New Atlantis ». Hemingway en est citoyen et président honoraire ; cependant, la structure est endommagée par les tempêtes et finalement pillée par des pêcheurs mexicains. En 1973, Hemingway serait passé de New Atlantis à la promotion d'une plate-forme de 1 000 m2 près des Bahamas. Le nouveau pays a été appelé « Tierra del Mar » (Terre de la mer). La ville d'adoption d'Ernest Hemingway, Key West, a plus tard fait elle-même partie d'une autre micronation, la très éphémère république de Conch (1982).
La république de Minerva est créée en 1972 en tant que projet néo-libéral par l'homme d'affaires du Nevada Michael Oliver. Le groupe d'Oliver mène des opérations de dragage à Minerva Reefs, un haut-fond situé dans l'océan Pacifique au sud des Fidji, et réussit à créer une petite île artificielle, mais leurs efforts pour obtenir une reconnaissance internationale rencontrent peu de succès et, pour finir, les Tonga envoient une force militaire sur place et l'annexent. Oliver envisage ensuite d'envahir de petites îles des Bahamas et de fonder un mouvement séparatiste d'extrême-droite au Portugal.
Le 1er avril 1977, le bibliophile Richard Booth déclare la ville galloise de Hay-on-Wye royaume indépendant, avec lui-même comme monarque. La ville développe ensuite une industrie touristique basée sur des intérêts littéraires, et « King Richard » (dont le sceptre est un piston de toilette recyclé) continue d'attribuer des statuts de pair et des honneurs estampillées Hay-on-Wye à toute personne prête à les payer.

### Japon (1980-1991)
En 1981, s'inspirant d'un reportage sur New Atlantis de Leicester Hemingway, le romancier Hisashi Inoue écrit un ouvrage de 700 pages sur le réalisme magique, Kirikiri jin (Le peuple de Kirikiri, 1981) : un village se sépare du Japon et revendique son dialecte bumpkinish marginalisé comme langue nationale, avec sa guerre d'indépendance subséquente.
Cela incite un grand nombre de villages japonais, principalement dans les régions du nord, à déclarer leur indépendance pour sensibiliser à leur culture et à leur artisanat uniques les Japonais urbains, qui considèrent la vie de village comme arriérée et inculte. Ces micronations tiennent des sommets internationaux de 1983 à 1985, et certaines d'entre elles forment des confédérations. Tout au long des années 1980, il y a un boom de la micronation au Japon qui amène de nombreux touristes urbains dans ces villages capricieux. Mais l'impact économique sévère de la bulle des prix des actifs japonais en 1991 met fin à la tendance. Beaucoup de villages sont forcés de fusionner avec de plus grandes villes, et les micronations et confédérations sont pour la plupart dissoutes.

### Effet d'Internet et nouvelles micronations (1991-)
Le micronationalisme abandonne une grande partie de son manteau anti-establishment traditionnellement excentrique et adopte une perspective nettement libertaire au milieu des années 1990, lorsque la popularité naissante d'Internet permet de créer et de promouvoir relativement facilement des entités étatiques dans un milieu entièrement électronique. comme le montrent  Davidson et Rees-Mogg dans leur ouvrage de 1997, le développement de l'Internet bouleverse la structure de la société et l'économie mondiale. Il en résulte que les gouvernements nationaux vont voir diminuer leur capacité de contrôler les citoyens et de collecter des taxes, tandis que se développera une classe supérieure de riches individus — « une élite cognitive » — ayant la possibilité de s'installer n'importe où au monde en ne payant que le minimum pour les seuls services dont ils ont besoin. Pour faciliter la mise en place de ce mode de vie, de riches investisseurs, tels Peter Thiel et Patri Friedman, financent des projets de micronations sur les cinq continents. Le concept de micronation se développe et gagne en popularité avec la publication de The Network State (2022) par Balaji Srinivasan. Il est appuyé par Marc Andreessen et des entrepreneurs en cryptomonnaie.

### Réalisations
Un premier exemple est le royaume de Talossa, une micronation créée en 1979 par Robert Ben Madison, alors âgé de 14 ans, qui est mise en ligne en novembre 1995 et traitée dans le New York Times et d'autres médias imprimés en 2000.
Les activités de ces types de micronations sont presque exclusivement limitées à des simulations d'activité diplomatique (y compris la signature de «traités» et la participation à des forums « supra-micronationaux » tels que la League of Micronations) et à la contribution aux wikis. Avec l'introduction d'Internet, de nombreux articles sur la façon de créer des micronations sont mis à disposition via des wikis qui servent de centre d'activité en ligne pour les micronations. Le wiki le plus important, MicroWiki, est créé en 2005 et est actuellement administré par Jonathan Austen, le leader d'Austenasia.
La plupart des micronations territoriales ou virtuelles ont leur site internet qui sert largement à promouvoir leurs revendications et à vendre des produits.

## Sommets internationaux
Depuis 2003, plusieurs sommets regroupant les micronations les plus actives se mettent en place. Certains sont devenus récurrents et accueillent des dizaines de membres : Intermicronational Summit (depuis 2011), la PoliNation (depuis 2012), la MicroCon (depuis 2015), et la MicroFrancophonie (depuis 2015).

### Les premières rencontres
- Amorph!03 (2003) : Du 29 au 31 août 2003, un sommet de micronations a lieu à Helsinki, au Finlandia Hall, site de la Conférence pour la sécurité et la coopération en Europe (CSCE). Le sommet a été suivi par des délégations de la principauté de Sealand, des royaumes d'Elgaland-Vargaland, de l'État de NSK, de Ladonia, de la République transnationale, de l'État de Sabotage et des chercheurs de diverses institutions académiques[15],[16]. Cette première donne lieu à un livre[17].

- We Could Have Invited Everyone (2004-2005) : Du 7 novembre au 17 décembre 2004, la Reg Vardy Gallery de l'université de Sunderland (Royaume-Uni) accueille une exposition sur le thème de l'identité et du symbolisme des groupes micronationaux. L'exposition porte sur les artefacts numismatiques, philatéliques et vexillologiques, ainsi que sur d'autres symboles et instruments créés et utilisés par un certain nombre de micronations des années 1950 à nos jours. Des représentants de Sealand, Elgaland-Vargaland, New Utopia, Atlantium, Frestonia et Fusa participent à un sommet de micronations organisé dans le cadre de cette exposition. Celle-ci est reprise à la Andrew Kreps Gallery de New York du 24 juin au 29 juillet de l'année suivante, organisée par R. Blackson et Peter Coffin[18].
Ce sommet donne lieu à un documentaire de la BBC en cinq parties : How to Start Your Own Country (en). La mini-série raconte l'histoire de Wallace qui crée sa micronation, Lovely, dans son appartement londonien. Le document est diffusé en 2005 au Royaume-Uni.

- States (Do it yourself) (2007) : Peter Coffin organise, début 2007, une exposition plus étendue sur les micronations au Palais de Tokyo à Paris, intitulée ÉTATS (Faites-le vous-même)[19].

- La conférence de Sydney (2010) : Une conférence de micronations se tient à Sydney, en Australie, en mai 2010). S'y retrouvent les représentants de l'empire d'Atlantium, de la principauté de Hutt River, de la principauté de Wy, du Sealand, de la principauté de Seborga, de la république de Molossia et du royaume gay et lesbien des Îles de la Mer de Corail[20].

### Intermicronational Summit
- Intermicronational Summit 2011 : premier sommet à Londres, le 24 août 2011 organisé conjointement par le grand-duché de Flandrensis, la république de Francisville et la république d'Érusia, avec pour thème : Micronationalisme et sa place dans le monde moderne : Excentriques, Hobbyistes et Libres penseurs[21].
- Intermicronational Summit 2013 : du 15 au 20 juillet 2013, à Paris, réunissant une dizaine de micronations du Royaume-Uni, de France, d'Allemagne et de Roumanie[22].

### PoliNation
- PoliNation 2012 : Le 14 juillet 2012, la conférence se tient à Londres, hébergée par l'empire d'Atlantium et la république de Saint-Charlie. Parmi les micronations représentées la république de Molossia, le grand-duché de Flandrensis, la Ladonia, le Neue Slowenische Kunst et l'Austenasia[23].
- PoliNation 2015 : Organisée dans la république libre d'Alcatraz, à Pérouse[24],[25].

#### Traité d'Alcatraz sur l'environnement 2015
L'objectif de ce rassemblement est la signature par les représentants d'un traité garantissant la protection de l'environnement.
Lors de ce sommet, un traité finit par être signé par tous les participants. Accusant « les grands États du monde [qui] ont été inefficaces et leurs efforts ont manqué d'intention et d'exécution concernant l'amélioration de l'environnement, la préservation des ressources naturelles existantes, et la réduction des émissions de carbone pour ralentir le changement climatique », les signataires s'engagent « à une gestion écologique responsable sur leurs propres territoires, en particulier les populations d'abeilles ; à exhorter à la préservation de l'Antarctique en tant que réserve naturelle réservée à la recherche scientifique uniquement, même après l'expiration du Traité sur l'Antarctique en 2020 ; à créer des sous-monnaies très localisées qui favoriseront la production et la consommation locales de biens et de produits ; à soutenir les efforts pour nettoyer les débris d'origine humaine des océans et réduire les tas d'ordures ; et à la restructuration financière pour réduire la pauvreté et les inégalités ». Les micronations signataires exigent aussi que « pour chaque pied carré de terre ou de glacier perdu en raison de la fonte des calottes glaciaires et de l'élévation du niveau des océans, les grandes nations compensent par d'un mètre carré de terre sèche/non menacée afin de pouvoir y déplacer les réfugiés climatiques pour cause de montée des eaux »,.
Le traité est repris, amélioré et ratifié par toutes les micronations présentes à la MicroCon 2017.

### MicroCon
En 2015, la république de Molossia lance l'idée d'un sommet regroupant les dirigeants des principales micronations. La première MicroCon regroupe essentiellement des nations nord-américaines, mais dès la deuxième, les micronations représentées viennent du monde entier. Désormais, le Microcon Comitee, composé des trois premières micronations hôtes, gère les futurs sommets.

### MicroFrancophonie
La microfrancophonie ou OMF (Organisation for MicroFrancophony), est créé par six micronations francophones en 2015. À l'origine, la république de Saint-Castin (Canada) et la principauté d'Aigues-Mortes (France) lancent le projet, vite rejoints par Hélianthis (France), l'empire d'Angyalistan (France), la république du Padrhom (France), et l'État de Sandus (États-Unis). Des sommets sont organisés en 2016, 2018, 2022 et 2024.

## Projets de nouvelles nations en cours
Le Seasteading Institute est un think-tank développant des projets de villes-états flottantes et indépendantes. Bien que toutes ces îles ne correspondent pas à la définition du mot micronation, certaines sont considérées comme telles et plusieurs projets sont annoncés, sans indication sur leur état d'avancement, par exemple l'Ocean Freedom Nation sur des hauts-fonds à 500 km à l'est du Brésil.
« Il ne s’agit pas de faire société contre l’Etat, mais de créer de nouvelles formes de souverainetés transnationales, basées sur la mutualisation et la coopération en vue de mener des actions collectives, grâce à une gouvernance participative et à l’interdépendance entre les nœuds ». Srinivasan suggère qu'il pourrait y avoir des micronations pour les gens qui suivent un régime particulier (kosher, diète cétogène), qui n'aiment pas les règles de l'agence des médicaments, qui rejettent la cancel culture, ou qui souhaitent vivre comme des moines bénédictins : seule importe à la base une innovation morale ou un commandement.
Parmi ces projets, en partie inspirés par les écrits libertaires d'Ayn Rand dont la communauté « idéologiquement pure » de Galt's Gulch dans Atlas Shrugged sert souvent d'inspiration, on peut citer : Free State Project (2001), Seasteading (2008), Liberland (Croatie), Praxis projet de ville sur la Méditerranée mis de l'avant par Dryden Brown et également appuyé par Peter Thiel,,, Vitalia, et Próspera sur l'île de Roatán au Honduras,, Zuzalu au Montenegro, qui a organisé une expérience de vie en communauté durant deux mois en 2023,, et Itana au Nigeria,.

## D'après la Convention de Montevideo
En droit international, la Convention de Montevideo sur les droits et devoirs des États énonce les critères d'accession à l'indépendance énoncés à l'article premier : « L'État en tant que personne de droit international doit posséder les qualifications suivantes : une population permanente ; un territoire défini ; le gouvernement ; la capacité d'entrer en relation avec les autres États. » La première phrase de l'article 3 de la Convention de Montevideo stipule explicitement que « l'existence politique de l'État est indépendante de la reconnaissance par les autres États ». Selon ces directives, toute entité qui remplit les critères énoncés à l'article premier peut être considérée comme souveraine en droit international, que d'autres États l'aient ou non reconnue.

### Projets basés sur des revendications historiques
Un petit nombre de micronations sont fondées sur des anomalies historiques ou sur des anomalies juridiques (découlant d'interprétations contestées de la loi). Ces types de micronations sont généralement situés sur de petites enclaves territoriales (généralement contestées), génèrent une activité économique limitée fondée sur le tourisme et les ventes philatéliques et numismatiques, et sont tolérés ou ignorés par les états dont ils déclarent avoir fait sécession. Cette catégorie comprend :
- la principauté de Seborga (Ligurie), ancienne principauté médiévale indépendante, zone autrefois contestée à la frontière entre France et Italie ;
- la principauté de Sealand, une plate-forme antiaérienne de la Seconde Guerre mondiale construite en mer du Nord au-delà de la limite territoriale de la Grande-Bretagne, qui a été saisie par un groupe de pirates en 1967 pour servir de base à leurs opérations. Sealand a continué à promouvoir son indépendance en émettant des timbres, de l'argent et en nommant un athlète national officiel ;
- l'empire Romanov est une micronation créée en 2011 par l'homme d'affaires et homme politique russe Anton Bakov, président du parti monarchiste de la fédération de Russie. En 2014, le trône impérial a proclamé que le prince Charles Emich de Leiningen, un des nombreux prétendants à la lignée royale des Romanov, était maintenant l'empereur de toute la Russie, sous le nom de Nicolas III.

## Littérature et médias
Le phénomène de micronation a fait l'objet d'une attention limitée mais croissante au cours des dernières années. Les situations juridiques affectant des entités telles que Sealand et la province de Hutt River ont été étudiées, en cherchant comment certaines micronations représentent des idées politiques de base et en créant des entités de jeu à des fins pédagogiques[réf. nécessaire].

### Télévision et cinéma
Le sommet de Sunderland a été présenté plus tard dans la série télévisée de divertissement de la BBC en cinq parties intitulée Comment démarrer son propre pays présentée par Danny Wallace. La série raconte l'histoire de l'expérience de Wallace de fonder une micronation, Lovely, située dans son appartement de Londres. Elle a été projetée au Royaume-Uni en 2005[réf. nécessaire].
Des programmes similaires ont également été diffusés sur des réseaux de télévision dans d'autres parties de l'Europe. En France, plusieurs programmes de Canal + se sont concentrés sur la présidence satirique de Groland, tandis qu'en Belgique, une série de Rob Vanoudenhoven diffusée sur le réseau commercial flamand VTM en avril 2006 rappelait la série de Wallace, centrée sur la création du producteur Robland. Entre autres choses, Vanoudenhoven a frappé ses propres pièces de monnaie dénommées « Robbies »[réf. nécessaire].
Le manga de la série d'animation Hetalia : Axis Powers, dans laquelle les personnages principaux sont les personnifications stéréotypées des nations du monde, comporte plusieurs micronations en tant que personnages. En 2011 les micronations représentées comprennent Sealand, Seborga, principauté de Wy, Kugelmugel, république de Molossia, principauté de Hutt River, Ladonia, et l'ancienne micronation de Nikko Nikko[réf. nécessaire].
La série de comédie télévisée australienne Micro Nation se déroule sur la micronation insulaire fictive de Pullamawang (en), restée indépendante de l'Australie parce que, comme l'annonce la série, « ils ont oublié de poster leur paperasse » à la fédération d'Australie en 1901.
En 2010, un film documentaire de Jody Shapiro intitulé Comment démarrer son propre pays a été projeté dans le cadre du Festival international du film de Toronto. Le documentaire explore diverses micronations à travers le monde et développe une analyse du concept de l'État et de la citoyenneté. Erwin Strauss, auteur du livre éponyme, a été interviewé dans le cadre du film.
En 2020, la société américaine de diffusion en streaming Netflix annonce la sortie du film L'Incroyable Histoire de l'Île de la Rose basé sur l'histoire vraie de la république espérantiste de l'Ile de la Rose, fondée par un ingénieur italien en 1968 et dont l'histoire s'est soldée par la destruction de l'île artificielle par les forces italiennes.

### Médias micronationaux
Lors de la fondation d'une entité, il n'est pas rare de voir apparaître parallèlement des outils médiatiques servant la micronation nouvellement créée, le plus généralement un site internet.
Le 22 juin 2009, le grand-duché de Flandrensis fonde le Flandrensis Times, destiné à uniquement traiter des actualités liées à l'alter-État. Il s'agit d'un des plus vieux journaux micronationaux encore actifs dans le monde.
En 2012, la principauté d'Aigues-Mortes (France) crée la Radio-Télévision de la principauté d'Aigues-Mortes (RTAM) qui diffuse mensuellement sur YouTube des journaux télévisés, couvrant les actions entreprises par la principauté, ou les allocutions de ses différents dignitaires.
En novembre 2020, la principauté de Bérémagne fonde le journal en ligne et site d'actualités Courrier Micronational, inspiré de l'hebdomadaire d'information Courrier international, ayant pour but affiché de « diffuser une information plus globale », intégrant les évènements majeurs du monde micronational.

## Annexe